# One Touch (албум)
„One Touch“ е първият студиен албум на британската поп-група Шугабейбс издаден през ноември 2000. Албумът достига номер 26 във Великобритания и с общи продажби от 226 000 копия във Великобритания получава златна сертификация.

## Списък с песните

### Оригинален траклист
1. „Overload“ – 4:35
2. „One Foot In“ – 3:25
3. „Same Old Story“ – 3:03
4. „Just Let It Go“ – 5:01
5. „Look at Me“ – 3:58
6. „Soul Sound“ – 4:30
7. „One Touch“ – 4:20
8. „Lush Life“ – 4:28
9. „Real Thing“ – 4:04
10. „New Year“ – 3:51
11. „Promises“ – 3:17
12. „Run for Cover“ – 3:47

### Японско издание
1. „Don't Wanna Wait“ – 4:42

### 20-годишно издание

#### Диск 1
1. „Overload“ – 4:35
2. „One Foot In“ – 3:25
3. „Same Old Story“ – 3:03
4. „Just Let It Go“ – 5:01
5. „Look at Me“ – 3:58
6. „Soul Sound“ – 4:30
7. „One Touch“ – 4:20
8. „Lush Life“ – 4:28
9. „Real Thing“ – 4:04
10. „New Year“ – 3:51
11. „Promises“ – 3:17
12. „Run for Cover“ – 3:47
13. „Don't Wanna Wait“ – 4:42
14. „Sugababes on the Run“ – 3:34
15. „Forever“ – 2:56
16. „Little Lady Love“ – 5:05
17. „Sometimes“ – 3:27
18. „This Is What You Need“ (демо) – 3:52
19. „Girls' Nite Out“ (демо) – 3:49
20. „Always Be the One“ (демо) – 5:18

#### Диск 2
1. „Run for Cover“ (MNEK Remix) – 3:33
2. „Overload“ (Majestic Remix) – 4:59
3. „Same Old Story“ (Blood Orange Remix) – 3:48
4. „Overload“ (Metronomy vs Tatyana Remix) – 4:21
5. „Just Let It Go“ (2001 версия) – 4:54
6. „Look at Me“ (алтернативен mix) – 4:51
7. „Real Thing“ (алтернативна версия) – 3:33
8. „Soul Sound“ (алтернативна версия) – 5:07
9. „One Touch“ (C.R.E.A.M. Remix) – 4:02
10. „New Year“ (неколедна версия) – 3:53
11. „Promises“ (Acoustic Mix) – 3:06
12. „Little Lady Love“ (About 2 Remix) – 3:38
13. „Overload“ (Ed Case Remix) – 4:49
14. „Run for Cover“ (G4orce All Things Nice Dub) – 4:29
15. „Real Thing“ (2-Step радио mix) – 3:09

#### Amazon ексклузивен диск
1. „The Other Side“ (демо) – 4:06
2. „All Around the World“ (демо) – 3:47
3. „One Touch“ (алтернативен mix) – 4:48
4. „One Foot In“ (алтернативен mix) – 3:30
5. „Sugababes on the Run“ (алтернативен mix) – 3:46
6. „Soul Sound“ (Medway City Heights редактиран) – 4:30